# Ilja Masjkov

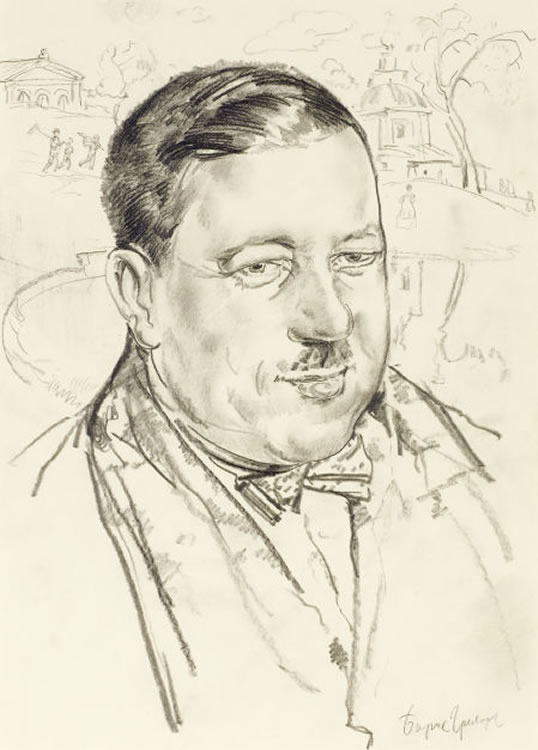
Masjkov, door Boris Grigorjev

Ilja Ivanovitsj Masjkov (Russisch: Илья Иванович Машков) (Michailovka, Oblast Wolgograd, 29 juli 1881 - Moskou, 20 maart 1944) was een Russisch kunstschilder. Hij wordt gerekend tot het post-impressionisme en maakte deel uit van het Russische kunstenaarsgenootschap 'Ruiten Boer' (Russisch: Бубновый Валет).

## Leven
Masjkov werd geboren in een boerenfamilie in het Don-gebied. In 1900 trok hij naar Moskou en studeerde daar aan de 'Hogeschool voor schilderkunst, beeldhouwen en architectuur', onder leraren als Apollinari Vasnetsov, Konstantin Korovin en Valentin Serov. In 1909 werd hij echter van school gestuurd vanwege 'artistieke vrijdenkerij'. 
Masjkov was lid van het vernieuwingsgezinde Russische kunstenaarsgenootschap 'Mir Iskoesstva' ('Wereld van de Kunst') en medeoprichter van 'Ruiten Boer'. Vanaf zijn studententijd tot begin jaren twintig zou hij veel reizen, vaak naar West-Europa (waar hij vaak exposeerde), maar bijvoorbeeld ook naar Turkije en Egypte. Ook bleef hij geregeld zijn geboortedorp bezoeken.
In Moskou leidde Masjkov vanaf 1905 een eigen school vanuit zijn atelier. Vanaf de jaren twintig gaf hij les aan een 'Svomas' (een Sovjet-kunstopleiding). Hij was de leermeester van onder andere Vera Rockline en Pavel Petrovitsj Sokolov Skalja op. Hij overleed in 1944, 62 jaar oud. 

## Werk
Masjkovs werk valt op door het felle kleurgebruik. Hij schilderde in een postimpressionistische stijl, waarmee hij kennis had gemaakt via zijn leraren Serov en Korovin. Zijn onderwerpskeuze was uiterst gevarieerd; hij maakte landschappen, portretten, stillevens, maar vaak ook studies van typisch Russische volkstypes.
Veel van zijn schilderijen zijn te zien in het Moskous Museum voor Moderne Kunst, het Russisch Museum in Sint-Petersburg, het Volgograd Museum en de Nationale Galerie van Armenië. 
Van maart 2013 tot augustus 2013 was werk van Masjkov te zien in het Bonnefantenmuseum te Maastricht, tijdens de tentoonstelling 'Rusland in het Bonnefantenmuseum'.
In juni 2013 werd een Stilleven met fruit van hem voor bijna 5,6 miljoen euro geveild.

## Galerij

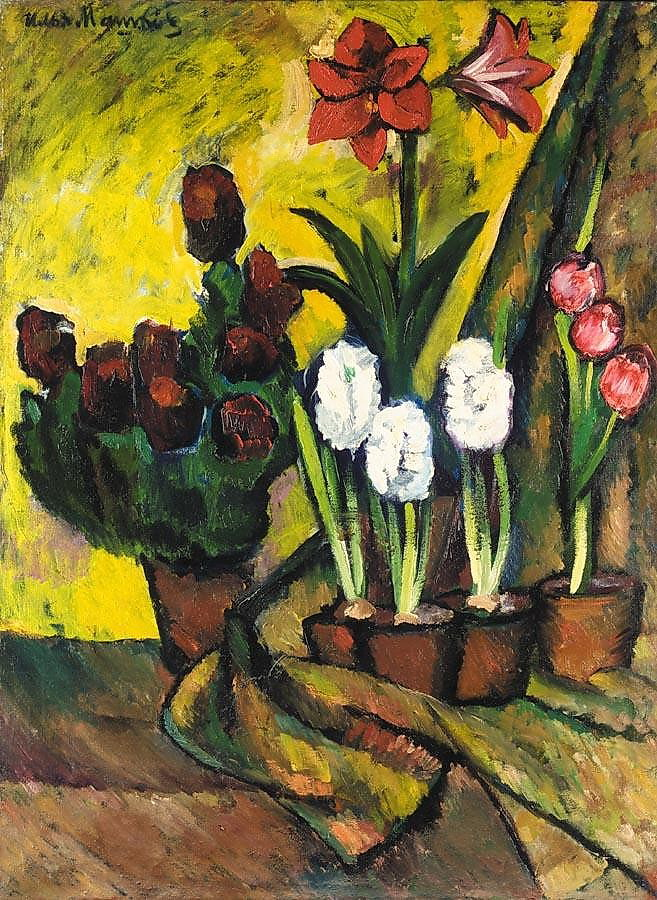
Stilleven met bloemen
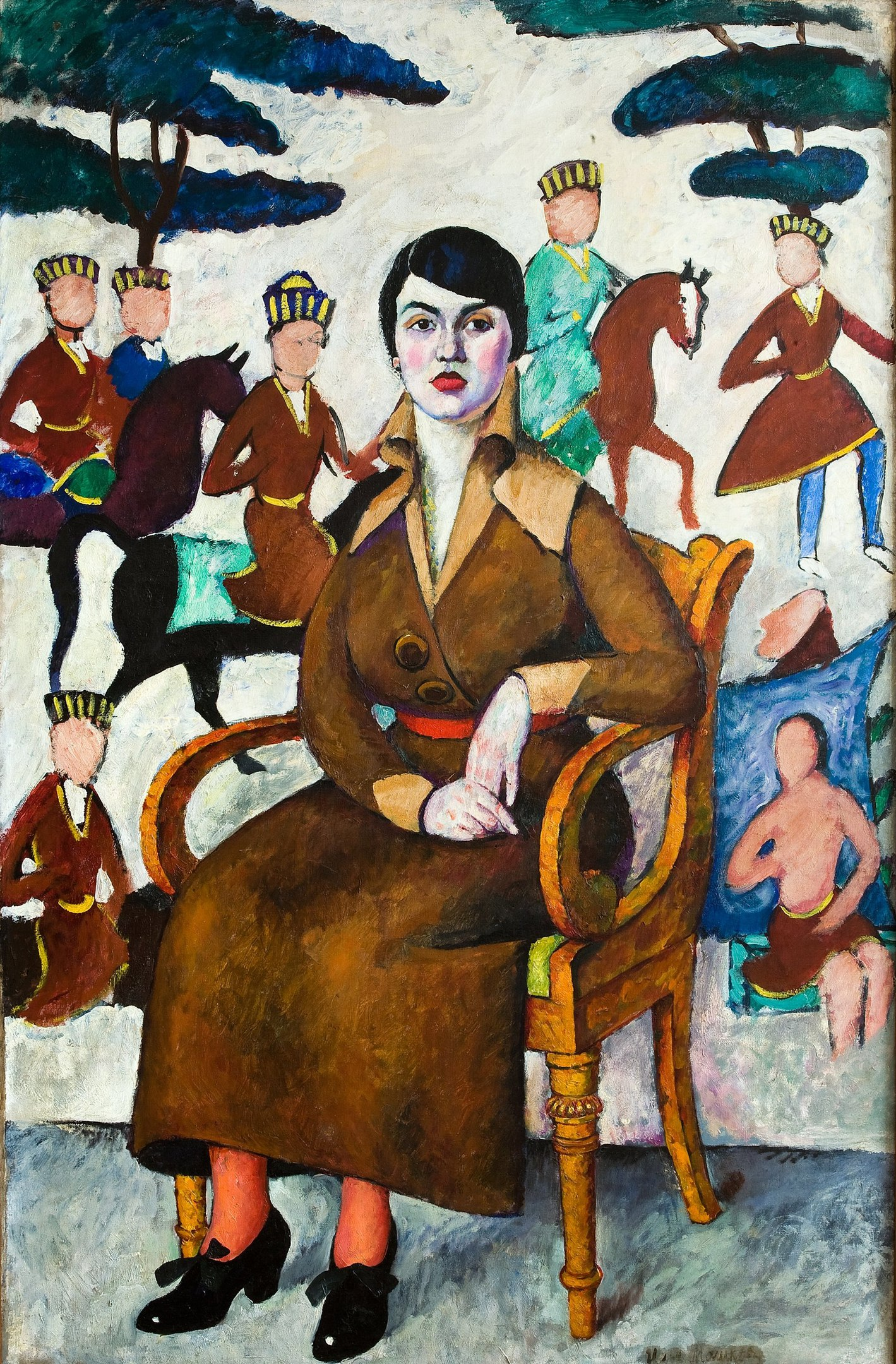
Portret van een vrouw in een stoel
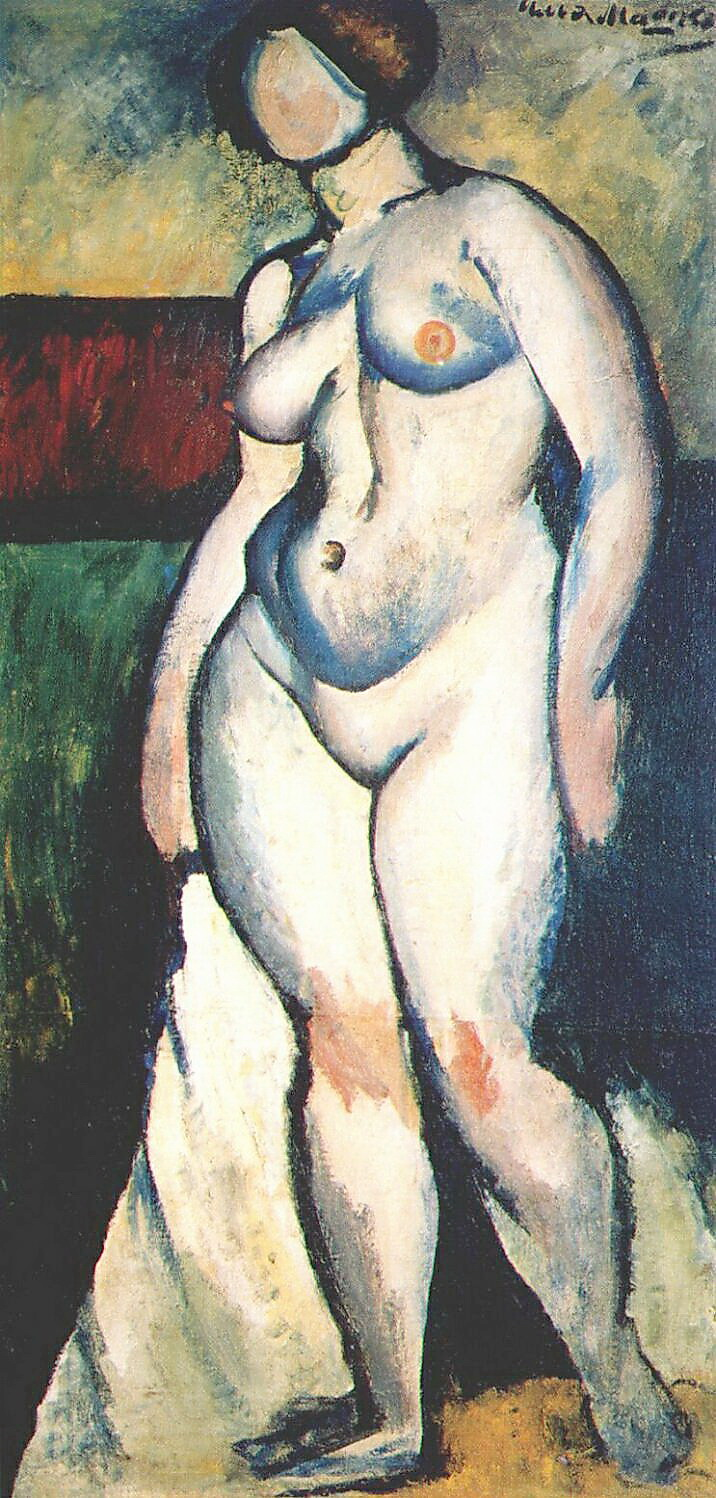
Naakt
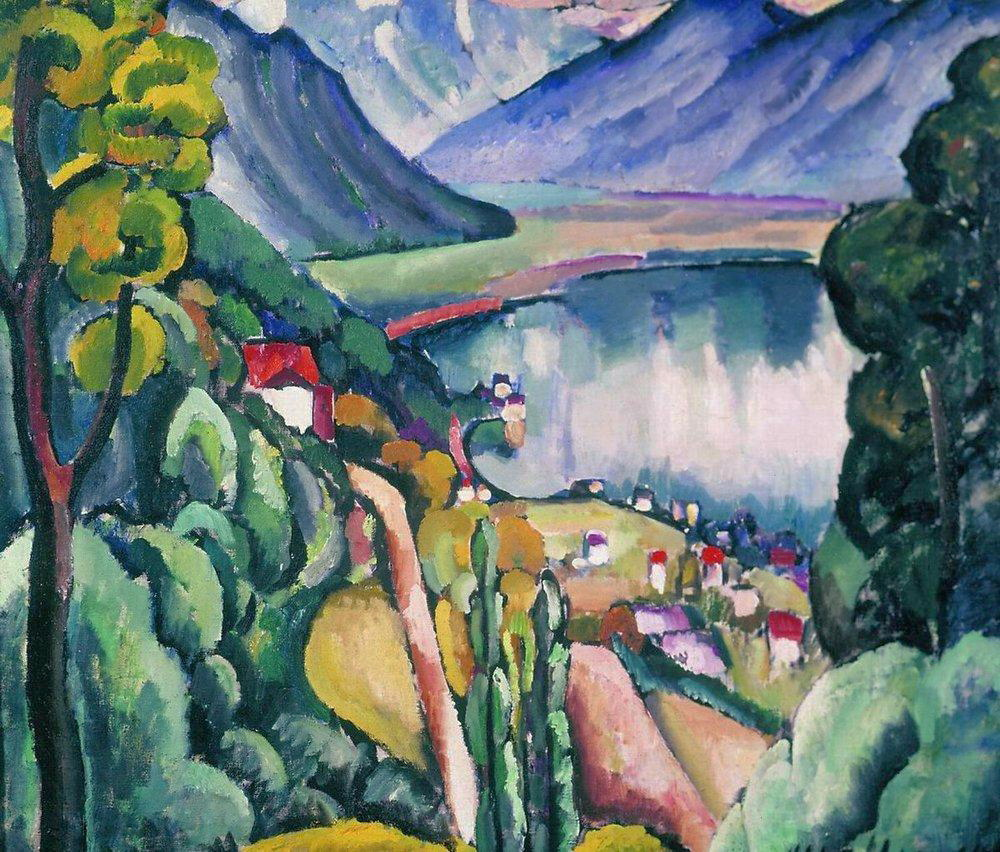
Meer van Genève
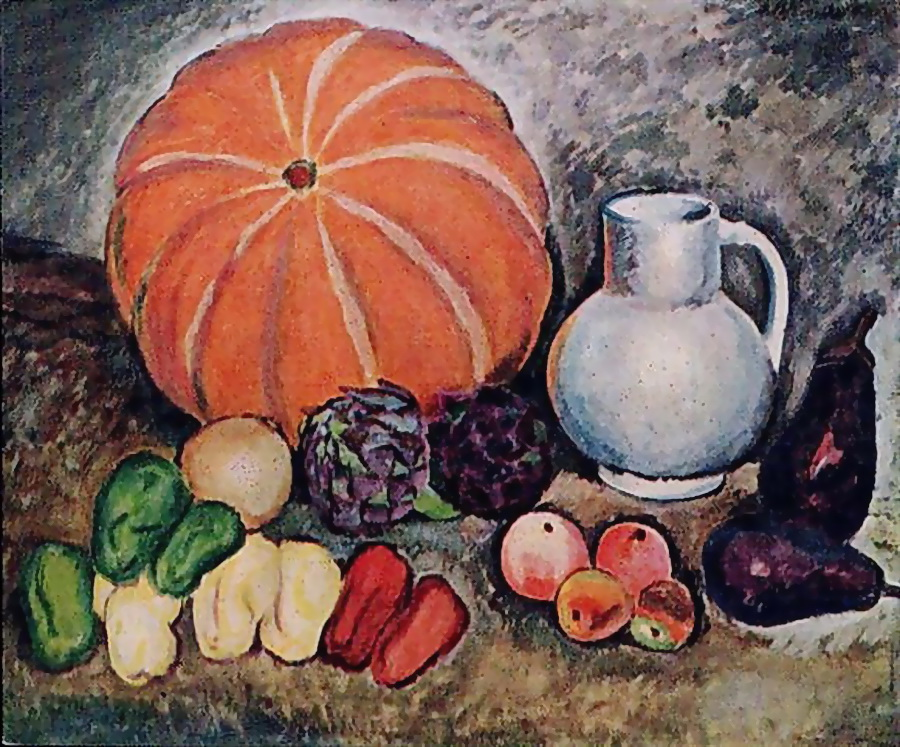
Stilleven met groenten
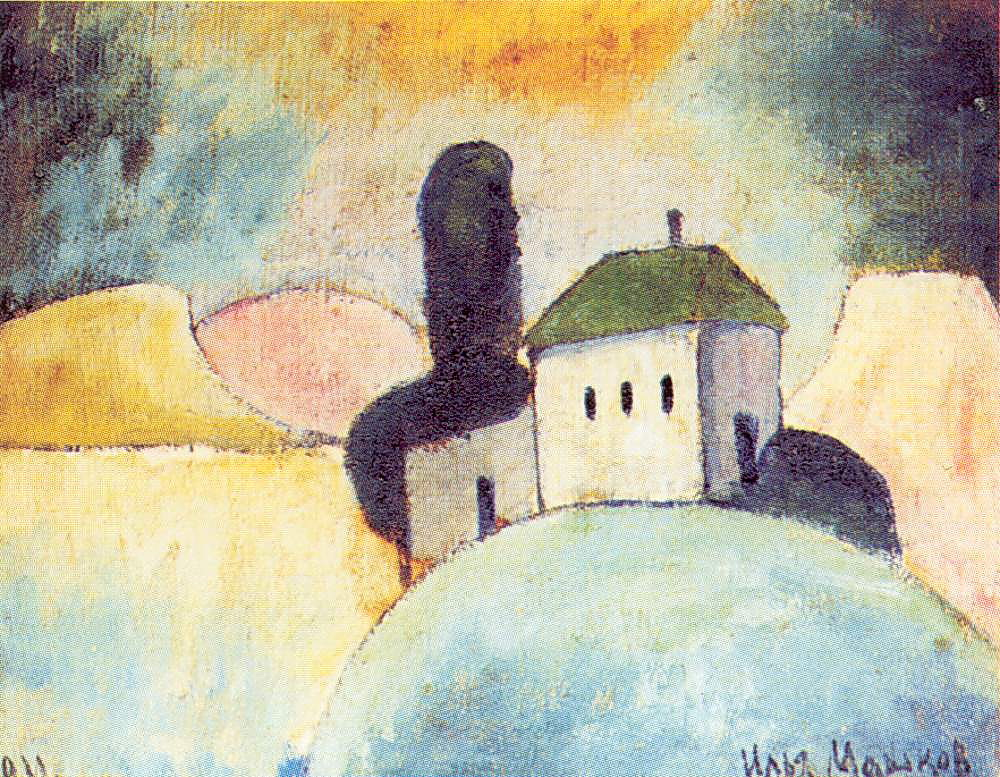
Landschap met een huis
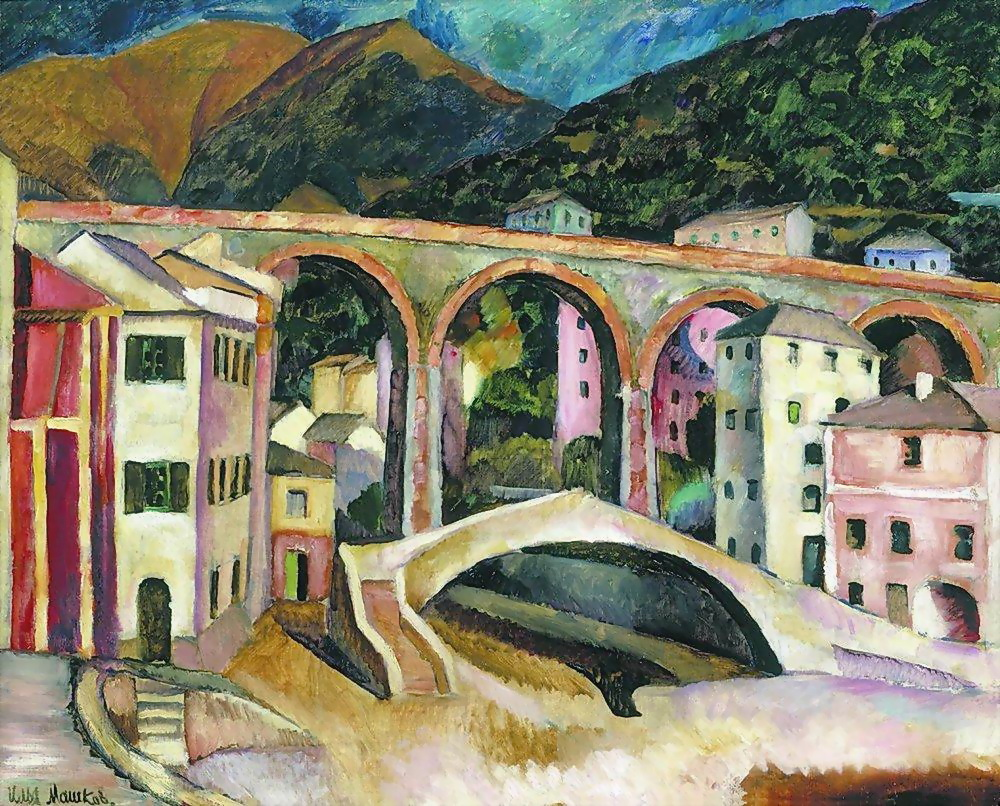
Italië, Nervië, landschap met aquaduct
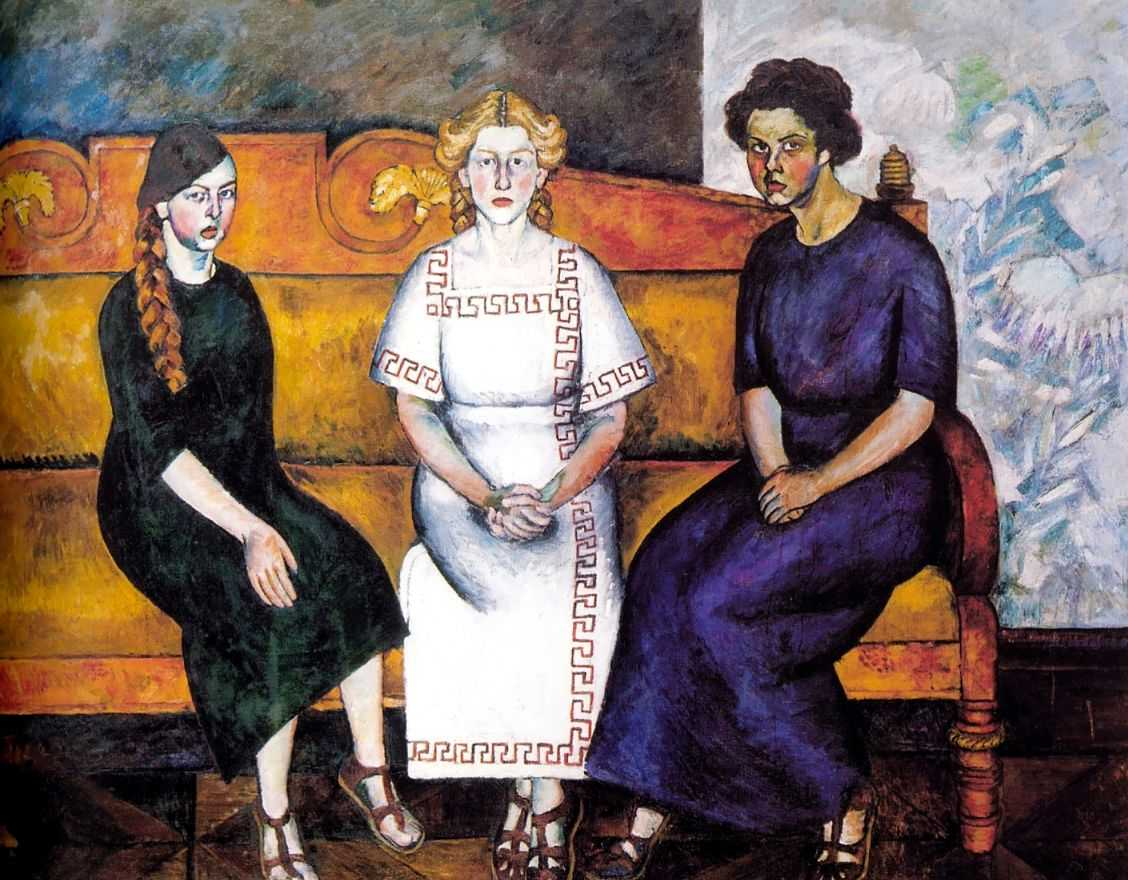
Drie zusters
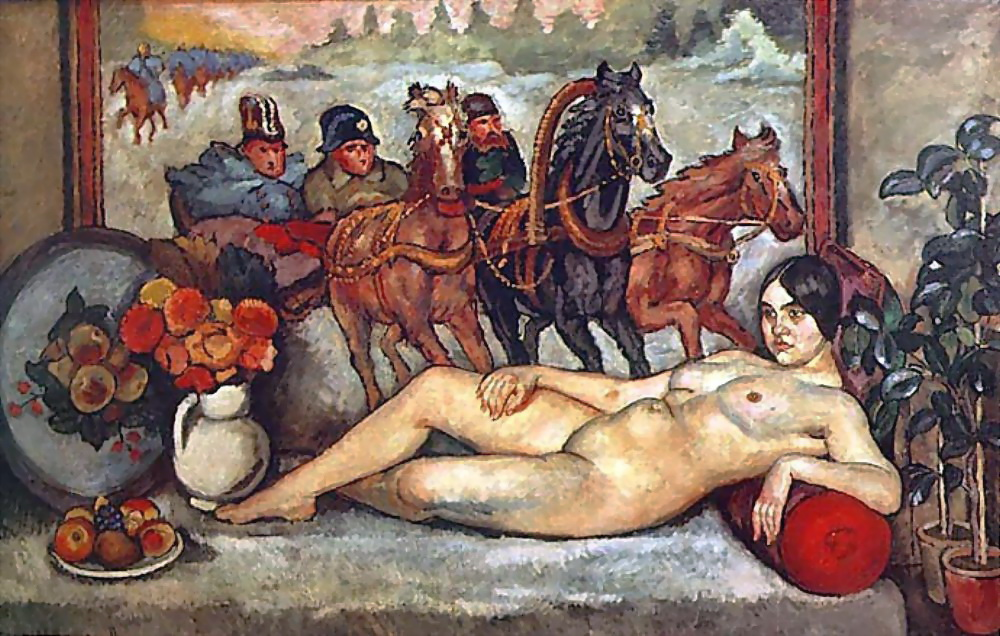
Russische Venus
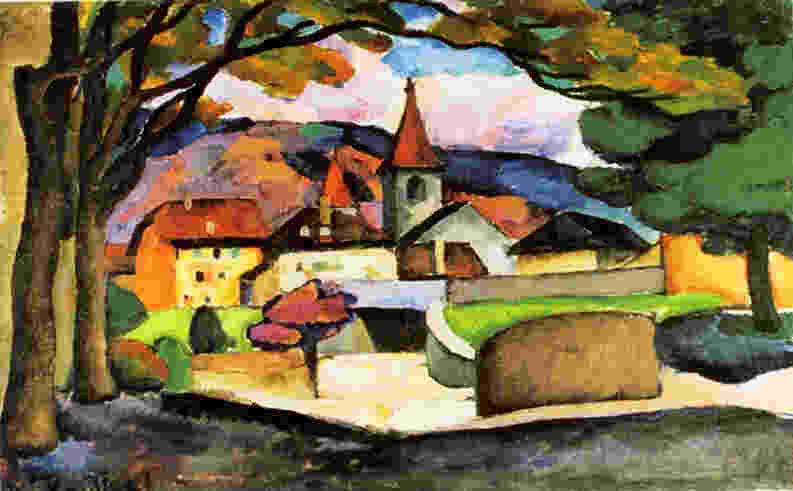
Meer van Genève